# 東海ラジオ放送番組一覧
東海ラジオ放送番組一覧（とうかいラジオほうそうばんぐみいちらん）は、ラジオ放送局の東海ラジオ放送で現在放送されている主な番組と編成の解説である。

## 概要
- 「地域に密着した番組づくり」「暮らしに役立つ番組づくり」を基本コンセプトとし、生ワイド番組を中心とした番組編成を行っている[1]。
- 番組改編期は他局と同じく、4月と10月の年2回が大半であるが、それ以外の時期に番組改編をすることがある。また、10月改編後にも中日ドラゴンズのリーグ優勝・日本一に王手をかけている場合は、特別体制で対応している。
- 生放送ということを考慮してか、タイムテーブルには、各ワイド番組のコーナーの大体の放送時間帯にコーナー名が記されているものの、時間の目安は記されていない。
- 東海ラジオのワイド番組には、一部のコーナーを除いてスポンサーを付けていない。そのこともあり、ガッツナイターの放送やスポンサー付き番組の振替放送のため、放送休止・時間短縮が頻繁に行われている。この傾向は当時の中日ドラゴンズ監督・落合博満が「土・日・祝日のドラゴンズ主催試合は、原則としてデーゲームで行う」と表明した2004年度から顕著に表れており、3時間番組がわずか10分に短縮されたり、1ヶ月以上放送されないワイド番組が登場したりしている。2010年からの土・日のプロ野球中継はタイムテーブル上でデーゲームを基本とし、ナイターがある場合にはナイター時間帯の定時番組の一部をデーゲームの時間帯に移す方式とした[注釈 1]。
- なお、ナイターオフの夜ワイドは2008年までは自主制作で放送されてきたが、2009年・2010年は東京からのネット放送とスポンサー付きミニ番組に割り当てられたため放送はされてこなかったが、2011年は17:45 - 19:00にナイターオフ限定の自主製作が復活し、19時以降は2009年・2010年同様東京からのネット放送とスポンサー付きミニ番組に割り当てられることになる。
- 古くからアニメ・声優系の番組（アニラジ）に力を入れていることで知られ、土曜・日曜の深夜に多く放送している。NRNのキー局・文化放送からのネットが多いが、自社制作番組はもとより、TBSラジオ（JRNのキー局）[注釈 2] のネット番組もあった。しかし2010年代後半以降、スポンサー撤退や自社制作の縮小などの要因からネット打ち切りや番組終了が相次ぎ、アニラジ番組の放送本数は減少傾向にある。
- ラジオネットワークの発足後は先述の通り基本的にNRNの番組をネットしており、JRN単独加盟局との番組取引はCBCラジオの都合でネット出来なかった『話題のアンテナ 日本全国8時です』相当のトヨタ自動車・トヨタディーラー提供時代だったワイド番組内包の企画ネットコーナー（『トヨタモーニングレーダー』）や、先述のTBSラジオが発局の外部制作番組（『ラジオはアメリカン』など）やアニラジなどを少数ネットしたことがあった事例と、RKB毎日放送から『川上政行と葉山さつきのこんな二人でごめんなさい!』をネットした程度で関係は薄い[注釈 3]。JRN単独加盟局にもかかわらずNRN向けの番組制作の実績まであるライバル局・CBCとNRNの関係とは対照的である。また、後述のオールナイトニッポンの他、新日鉄コンサート（終了）、テレフォン人生相談というニッポン放送制作の3大長寿番組がすべてCBCで放送される事態も起きている[注釈 4]。
- 1990年代半ばからFM NACK5の番組のネット受けをしている。現在では同じFM局のFM AICHIやZIP-FMよりもネット受けの回数が多くなっている。
- スポーツ編成に関しては、中日ドラゴンズ・名古屋グランパスエイト・中央競馬（中央競馬中継）・名古屋ウィメンズマラソン・競艇（SG戦中継のみ。編成の都合等による一部を除く）を扱っている（詳細は、東海ラジオ ガッツナイター、東海ラジオ ワイルドサッカーなどの関連項目を参照のこと）。
- 1966年6月の24時間放送開始から2年後の1968年からスタートしたミッドナイト東海・SF Rock Station・2012年9月まで放送されていた東海ラジオミッドナイトスペシャルなどの深夜番組より、森本レオ・あべ静江・笑福亭鶴瓶・兵藤ゆき・SEAMO（シーモネーター時代を含む）・HOME MADE 家族など、現在は全国で活躍していたり全国的に知られている芸能人などが番組を担当していたことで有名であるほか、蟹江篤子がグレープ「精霊流し」の大ヒットのきっかけをつくるなど数々の伝説を残している。
  - 一方で、この独自の深夜番組の存在があったためにNRNの深夜の看板番組・オールナイトニッポンはCBCラジオにネットされている。なお、東海ラジオでは1999年にオールナイトニッポンSUPER（終了）をネット開始したのを皮切りに、現在はオールナイトニッポンMUSIC10、オールナイトニッポンGOLD、オールナイトニッポン0、オールナイトニッポンサタデースペシャルと、オールナイトニッポンシリーズの一部番組をネットしている。
  - 2010年台以降は自社制作番組の縮小に伴い平日1時台 - 2時台は文化放送のワイド番組などをネット受けするケースが増加している[注釈 5][注釈 6]。
- 長きに渡り平日7時台 - 16時台のワイド番組のエンディングに、次の番組のパーソナリティ同士と会話（クロストーク）を行っていたが、2017年10月の改編で廃止された。過去には東京スタジオから放送のTOKYO UPSIDE STATIONでも前後の番組でクロストークを行うことがあった。
- ライバル局のCBCラジオ等では、年末年始になると特別番組編成を組むが、東海ラジオでは、年末年始であっても、通常時の編成と変わりなく放送する事が多い（年始から数日は、毎年『（スター）声の年賀状』を自社制作のワイド番組内で放送する他は、一部特別番組を放送する程度（これは北海道におけるSTVラジオなどもほぼ同様である）。反面NRNで放送されている箱根駅伝は、オールナイトニッポン同様CBCラジオがネットしている（前述の北海道でも、箱根駅伝をはじめ、同じく前述の新日鉄コンサート（前述の通り終了）やテレフォン人生相談、オールナイトニッポンサタデースペシャルはJRNとNRNのクロスネット局であるHBCラジオがネットしている）。また、東海ラジオのパーソナリティたちは年が明けてから6月頃までに交代で1週間ずつ休みを取っており、夏休みと合わせて年に2度、1週間の休みが入ることになる。
- 平日の21:40 - 22:00の各番組は、実際には放送時間が異なる。21:40 - 21:50の番組は21:49までの9分間の放送。21:50 - 22:00の2番組は開始が1分早く（それぞれ21:49 - 21:56、21:56 - 21:59）、『看板娘ホッピー・ミーナの HOPPY HAPPY BAR』終了後から22時の時報までは約40秒間のインターバルがある。
- 2018年4月の改編では、日曜深夜の放送終了時刻を従来の26:15（月曜2:15）から27:30（月曜3:30）に繰り下げる代わりに、26:25 - 27:30の2番組（『DEEP in TOKAI』・『ももいろクローバーZ ももクロくらぶxoxo』）を放送設備の保守点検・ナイター中継の実施日に休止（=放送終了を26:25に繰り上げ）する対応を取っている[2][3]。これにより、上記の2番組が2週連続で休止となる事例も出ている[注釈 7]。

### 編成コンセプトの大幅変更「歌謡曲主義」「ドラゴンズステーション」
- 2017年秋改編以降、約3割 - 5割の大幅改編が相次いでおり、約3年の間に東海ラジオのワイド番組は大きく塗り替えられている。そのうちの一つが2018年4月にスタートさせた『歌謡曲主義』である。これはシニア層を主なターゲットとした新プロジェクトであり、週末帯を中心に歌謡曲を扱う番組を増発させた。
- 2019年1月1日、愛知を保護地域とする中日ドラゴンズとオフィシャルスポンサー契約を締結。夕方ワイドを情報・トーク系からスポーツ（ドラゴンズ特化型）の『ドラゴンズステーション』へと刷新[注釈 8]。球団とは契約更新を続けている。

### 編成コンセプトの大幅変更「Change & Charge!」「オトナのミュージックステーション」
- 2020年春改編で大前りょうすけ[注釈 9] が担当する『OH! MY CHANNEL!』、翌2021年秋改編で川本えこ[注釈 10] が担当する『Sound Park Sunday』がスタート。これをきっかけに次第にFMを意識した番組編成と変化を遂げていく。
- 2022年春には土日の大半の自社制作ワイド番組を入れ替える改編を行った。Cocoroや南城大輔[注釈 11] を新たにパーソナリティに起用するほか、これまでの高井一がメインの番組をパワーアップさせてより東海テレビとのコラボレーションを強化した番組も開始している。
- 2022年秋、平日を中心に約6割に及ぶ大型改編を行った。自社制作番組の多くはFMを意識した英語タイトルになり、『OH! MY CHANNEL!』は継続しているものの時間配分が変わったため、2度の改編でネット番組以外の大半は変更されたこととなる。さらに「パーソナリティ」が「DJ」に、天気予報、交通情報が「WEATHER INFORMATION」「TRAFFIC INFORMATION」に呼称・表記が改められた。キャッチフレーズも「TOUCH YOUR HEART オトナのミュージックステーション」へと変更。デイル・イレーネ・川村茉由といったZIP-FMで活躍した出演者を起用、川本や大前の例を見てもわかる通り、在名のFMラジオ局のパーソナリティ経験者を現役かどうかは問わず起用している。
- この改編構想は前年の2021年夏から社内で特別チームが立ち上げられて進められたものであり、「オトナのミュージックステーション」をコンセプトとしている[4]。革プロジェクトを進めた中村和範取締役制作局長によれば「180度違うプログラムなので、お叱りの声もある一方、新しく東海ラジオを聴いてくださる方も数字として表れている。」と評価。この特別チームで自社のストロングポイント（長所）とウイークポイント（弱点）を掘り下げた結果、「長所はトーク力。だが、在宅リスナーやradikoを活用する日が増えたため、かえってトークが重過ぎることが弱点になっていた。」と結論。その上で「ドラゴンズ、SKE48、東海オンエアという強力コンテンツとも共存しつつ、ラジオの在名民放4局にないポジション」を強化する面で大阪のFM COCOLO[注釈 12] のような『大人が楽しめるミュージックステーション』に特化すれば既存のリスナーにも喜んでいただけると考えた」と語る。一方で「東海ラジオがZIP化、FM化している」という声については「たまたまDJが移られただけで、局の中身をFM化するわけではなく、全く違う局を目指している。」と反論している[5]。

## 放送中の番組
2025年4月1日以降の編成。
表記
太字は東海ラジオの自社制作番組。番組名横の［］内はDJ・出演者名、〔　〕内は制作局を表す。
WEATHER INFORMATIONは天気予報、TRAFFIC INFORMATIONは交通情報を意味する。
| 平日の番組編成                                  | 平日の番組編成 | 平日の番組編成 | 平日の番組編成 | 平日の番組編成 | 平日の番組編成 |
| 時                                              | 月 | 火 | 水 | 木 | 金 |
| ----------------------------------------------- | --- | --- | --- | --- | --- |
| 4                                               | 4:45 first touch［原光隆］ ◆安藤みゆきのビュースノラジオ（月） ◆週刊 なるほど!ニッポン〔ニッポン放送〕（金） ◆伊勢神宮便り（金） ◆世の光 ◆心のともしび | 4:45 first touch［原光隆］ ◆安藤みゆきのビュースノラジオ（月） ◆週刊 なるほど!ニッポン〔ニッポン放送〕（金） ◆伊勢神宮便り（金） ◆世の光 ◆心のともしび | 4:45 first touch［原光隆］ ◆安藤みゆきのビュースノラジオ（月） ◆週刊 なるほど!ニッポン〔ニッポン放送〕（金） ◆伊勢神宮便り（金） ◆世の光 ◆心のともしび | 4:45 first touch［原光隆］ ◆安藤みゆきのビュースノラジオ（月） ◆週刊 なるほど!ニッポン〔ニッポン放送〕（金） ◆伊勢神宮便り（金） ◆世の光 ◆心のともしび | 4:45 first touch［原光隆］ ◆安藤みゆきのビュースノラジオ（月） ◆週刊 なるほど!ニッポン〔ニッポン放送〕（金） ◆伊勢神宮便り（金） ◆世の光 ◆心のともしび |
| 5                                               | 4:45 first touch［原光隆］ ◆安藤みゆきのビュースノラジオ（月） ◆週刊 なるほど!ニッポン〔ニッポン放送〕（金） ◆伊勢神宮便り（金） ◆世の光 ◆心のともしび | 4:45 first touch［原光隆］ ◆安藤みゆきのビュースノラジオ（月） ◆週刊 なるほど!ニッポン〔ニッポン放送〕（金） ◆伊勢神宮便り（金） ◆世の光 ◆心のともしび | 4:45 first touch［原光隆］ ◆安藤みゆきのビュースノラジオ（月） ◆週刊 なるほど!ニッポン〔ニッポン放送〕（金） ◆伊勢神宮便り（金） ◆世の光 ◆心のともしび | 4:45 first touch［原光隆］ ◆安藤みゆきのビュースノラジオ（月） ◆週刊 なるほど!ニッポン〔ニッポン放送〕（金） ◆伊勢神宮便り（金） ◆世の光 ◆心のともしび | 4:45 first touch［原光隆］ ◆安藤みゆきのビュースノラジオ（月） ◆週刊 なるほど!ニッポン〔ニッポン放送〕（金） ◆伊勢神宮便り（金） ◆世の光 ◆心のともしび |
| 6                                               | 6:00 河村通夫の大自然まるかじりライフ〔マール〕 | 6:00 河村通夫の大自然まるかじりライフ〔マール〕 | 6:00 河村通夫の大自然まるかじりライフ〔マール〕 | 6:00 河村通夫の大自然まるかじりライフ〔マール〕 | 6:00 河村通夫の大自然まるかじりライフ〔マール〕 |
| 6                                               | 6:10 わくわくお届け便 | 6:10 耳より健康だより | 6:10 まいどあり〜 | 6:10 耳より健康だより | 6:10 わくわくお届け便 |
| 6                                               | 6:25 before G［DALE］ | | | | |
| 6                                               | 6:30 GRooVE929［DALE］ ▽6時台 ◆Kitchin Music ▽7時台 ◆Dig One ◆下川みくにのMIRAIにエール! ◆東桜World Topics ◆羽田 美智子のいってらっしゃい〔ニッポン放送〕 ▽8時台 ◆武田鉄矢・今朝の三枚おろし〔文化放送〕 | | | | |
| 6                                               | | | | | |
| 7                                               | | | | | |
| 8                                               | | | | | |
| 9                                               | 9:00 Paradise［神野三枝］ ▽9時台 Paradice ◆堀田商事インフォメーション（月〜木） ◆保健doctor（金） ▽10時台 ◆ジャパネットたかた ラジオショッピング | 9:00 Paradise［神野三枝］ ▽9時台 Paradice ◆堀田商事インフォメーション（月〜木） ◆保健doctor（金） ▽10時台 ◆ジャパネットたかた ラジオショッピング | 9:00 Paradise［神野三枝］ ▽9時台 Paradice ◆堀田商事インフォメーション（月〜木） ◆保健doctor（金） ▽10時台 ◆ジャパネットたかた ラジオショッピング | 9:00 Paradise［神野三枝］ ▽9時台 Paradice ◆堀田商事インフォメーション（月〜木） ◆保健doctor（金） ▽10時台 ◆ジャパネットたかた ラジオショッピング | 9:00 Paradise［神野三枝］ ▽9時台 Paradice ◆堀田商事インフォメーション（月〜木） ◆保健doctor（金） ▽10時台 ◆ジャパネットたかた ラジオショッピング |
| 10                                              | 9:00 Paradise［神野三枝］ ▽9時台 Paradice ◆堀田商事インフォメーション（月〜木） ◆保健doctor（金） ▽10時台 ◆ジャパネットたかた ラジオショッピング | 9:00 Paradise［神野三枝］ ▽9時台 Paradice ◆堀田商事インフォメーション（月〜木） ◆保健doctor（金） ▽10時台 ◆ジャパネットたかた ラジオショッピング | 9:00 Paradise［神野三枝］ ▽9時台 Paradice ◆堀田商事インフォメーション（月〜木） ◆保健doctor（金） ▽10時台 ◆ジャパネットたかた ラジオショッピング | 9:00 Paradise［神野三枝］ ▽9時台 Paradice ◆堀田商事インフォメーション（月〜木） ◆保健doctor（金） ▽10時台 ◆ジャパネットたかた ラジオショッピング | 9:00 Paradise［神野三枝］ ▽9時台 Paradice ◆堀田商事インフォメーション（月〜木） ◆保健doctor（金） ▽10時台 ◆ジャパネットたかた ラジオショッピング |
| 11                                              | 11:00 LIFE HACKERS!［南城大輔］ ▽11時台 ◆LUNCH REQUEST ◆キング観光 SOUNDS GOOD! ▽12時台 ◆南海トラフ巨大地震どうなる? どうする!（月 - 木） ◆HELPER STATION（木） ◆まいどあり～。 | 11:00 LIFE HACKERS!［南城大輔］ ▽11時台 ◆LUNCH REQUEST ◆キング観光 SOUNDS GOOD! ▽12時台 ◆南海トラフ巨大地震どうなる? どうする!（月 - 木） ◆HELPER STATION（木） ◆まいどあり～。 | 11:00 LIFE HACKERS!［南城大輔］ ▽11時台 ◆LUNCH REQUEST ◆キング観光 SOUNDS GOOD! ▽12時台 ◆南海トラフ巨大地震どうなる? どうする!（月 - 木） ◆HELPER STATION（木） ◆まいどあり～。 | 11:00 LIFE HACKERS!［南城大輔］ ▽11時台 ◆LUNCH REQUEST ◆キング観光 SOUNDS GOOD! ▽12時台 ◆南海トラフ巨大地震どうなる? どうする!（月 - 木） ◆HELPER STATION（木） ◆まいどあり～。 | 11:00 LIFE HACKERS!［南城大輔］ ▽11時台 ◆LUNCH REQUEST ◆キング観光 SOUNDS GOOD! ▽12時台 ◆南海トラフ巨大地震どうなる? どうする!（月 - 木） ◆HELPER STATION（木） ◆まいどあり～。 |
| 12                                              | 11:00 LIFE HACKERS!［南城大輔］ ▽11時台 ◆LUNCH REQUEST ◆キング観光 SOUNDS GOOD! ▽12時台 ◆南海トラフ巨大地震どうなる? どうする!（月 - 木） ◆HELPER STATION（木） ◆まいどあり～。 | 11:00 LIFE HACKERS!［南城大輔］ ▽11時台 ◆LUNCH REQUEST ◆キング観光 SOUNDS GOOD! ▽12時台 ◆南海トラフ巨大地震どうなる? どうする!（月 - 木） ◆HELPER STATION（木） ◆まいどあり～。 | 11:00 LIFE HACKERS!［南城大輔］ ▽11時台 ◆LUNCH REQUEST ◆キング観光 SOUNDS GOOD! ▽12時台 ◆南海トラフ巨大地震どうなる? どうする!（月 - 木） ◆HELPER STATION（木） ◆まいどあり～。 | 11:00 LIFE HACKERS!［南城大輔］ ▽11時台 ◆LUNCH REQUEST ◆キング観光 SOUNDS GOOD! ▽12時台 ◆南海トラフ巨大地震どうなる? どうする!（月 - 木） ◆HELPER STATION（木） ◆まいどあり～。 | 11:00 LIFE HACKERS!［南城大輔］ ▽11時台 ◆LUNCH REQUEST ◆キング観光 SOUNDS GOOD! ▽12時台 ◆南海トラフ巨大地震どうなる? どうする!（月 - 木） ◆HELPER STATION（木） ◆まいどあり～。 |
| 13                                              | 13:00 OH! MY CHANNEL!［大前りょうすけ］ ▽13時台 ◆（月）OH! MY WEEKLY ADVICE! （火）OH! MY 調査隊 （水）OH! MY Man＆Woman （木）OH! MY WORLD! （金）OH! MY TOPICS! ▽14時台 ◆夕刊エクスプレス ◆DRIVER'S REPORT（水〜金） ◆OH! MY! Tech Seeds!（木） ◆（月）教えて!あかひげ先生 （火）OH! MY SAX!（1・3週） ピカピカハッピー!! OH! MY DENTAL（2・4週） （水）そんなあなたにこの曲を （木）多田木deいただき! ニクよう日! （金）OH! MY DRIVE! ◆OH! MY危機一髪 | 13:00 OH! MY CHANNEL!［大前りょうすけ］ ▽13時台 ◆（月）OH! MY WEEKLY ADVICE! （火）OH! MY 調査隊 （水）OH! MY Man＆Woman （木）OH! MY WORLD! （金）OH! MY TOPICS! ▽14時台 ◆夕刊エクスプレス ◆DRIVER'S REPORT（水〜金） ◆OH! MY! Tech Seeds!（木） ◆（月）教えて!あかひげ先生 （火）OH! MY SAX!（1・3週） ピカピカハッピー!! OH! MY DENTAL（2・4週） （水）そんなあなたにこの曲を （木）多田木deいただき! ニクよう日! （金）OH! MY DRIVE! ◆OH! MY危機一髪 | 13:00 OH! MY CHANNEL!［大前りょうすけ］ ▽13時台 ◆（月）OH! MY WEEKLY ADVICE! （火）OH! MY 調査隊 （水）OH! MY Man＆Woman （木）OH! MY WORLD! （金）OH! MY TOPICS! ▽14時台 ◆夕刊エクスプレス ◆DRIVER'S REPORT（水〜金） ◆OH! MY! Tech Seeds!（木） ◆（月）教えて!あかひげ先生 （火）OH! MY SAX!（1・3週） ピカピカハッピー!! OH! MY DENTAL（2・4週） （水）そんなあなたにこの曲を （木）多田木deいただき! ニクよう日! （金）OH! MY DRIVE! ◆OH! MY危機一髪 | 13:00 OH! MY CHANNEL!［大前りょうすけ］ ▽13時台 ◆（月）OH! MY WEEKLY ADVICE! （火）OH! MY 調査隊 （水）OH! MY Man＆Woman （木）OH! MY WORLD! （金）OH! MY TOPICS! ▽14時台 ◆夕刊エクスプレス ◆DRIVER'S REPORT（水〜金） ◆OH! MY! Tech Seeds!（木） ◆（月）教えて!あかひげ先生 （火）OH! MY SAX!（1・3週） ピカピカハッピー!! OH! MY DENTAL（2・4週） （水）そんなあなたにこの曲を （木）多田木deいただき! ニクよう日! （金）OH! MY DRIVE! ◆OH! MY危機一髪 | 13:00 OH! MY CHANNEL!［大前りょうすけ］ ▽13時台 ◆（月）OH! MY WEEKLY ADVICE! （火）OH! MY 調査隊 （水）OH! MY Man＆Woman （木）OH! MY WORLD! （金）OH! MY TOPICS! ▽14時台 ◆夕刊エクスプレス ◆DRIVER'S REPORT（水〜金） ◆OH! MY! Tech Seeds!（木） ◆（月）教えて!あかひげ先生 （火）OH! MY SAX!（1・3週） ピカピカハッピー!! OH! MY DENTAL（2・4週） （水）そんなあなたにこの曲を （木）多田木deいただき! ニクよう日! （金）OH! MY DRIVE! ◆OH! MY危機一髪 |
| 14                                              | 13:00 OH! MY CHANNEL!［大前りょうすけ］ ▽13時台 ◆（月）OH! MY WEEKLY ADVICE! （火）OH! MY 調査隊 （水）OH! MY Man＆Woman （木）OH! MY WORLD! （金）OH! MY TOPICS! ▽14時台 ◆夕刊エクスプレス ◆DRIVER'S REPORT（水〜金） ◆OH! MY! Tech Seeds!（木） ◆（月）教えて!あかひげ先生 （火）OH! MY SAX!（1・3週） ピカピカハッピー!! OH! MY DENTAL（2・4週） （水）そんなあなたにこの曲を （木）多田木deいただき! ニクよう日! （金）OH! MY DRIVE! ◆OH! MY危機一髪 | 13:00 OH! MY CHANNEL!［大前りょうすけ］ ▽13時台 ◆（月）OH! MY WEEKLY ADVICE! （火）OH! MY 調査隊 （水）OH! MY Man＆Woman （木）OH! MY WORLD! （金）OH! MY TOPICS! ▽14時台 ◆夕刊エクスプレス ◆DRIVER'S REPORT（水〜金） ◆OH! MY! Tech Seeds!（木） ◆（月）教えて!あかひげ先生 （火）OH! MY SAX!（1・3週） ピカピカハッピー!! OH! MY DENTAL（2・4週） （水）そんなあなたにこの曲を （木）多田木deいただき! ニクよう日! （金）OH! MY DRIVE! ◆OH! MY危機一髪 | 13:00 OH! MY CHANNEL!［大前りょうすけ］ ▽13時台 ◆（月）OH! MY WEEKLY ADVICE! （火）OH! MY 調査隊 （水）OH! MY Man＆Woman （木）OH! MY WORLD! （金）OH! MY TOPICS! ▽14時台 ◆夕刊エクスプレス ◆DRIVER'S REPORT（水〜金） ◆OH! MY! Tech Seeds!（木） ◆（月）教えて!あかひげ先生 （火）OH! MY SAX!（1・3週） ピカピカハッピー!! OH! MY DENTAL（2・4週） （水）そんなあなたにこの曲を （木）多田木deいただき! ニクよう日! （金）OH! MY DRIVE! ◆OH! MY危機一髪 | 13:00 OH! MY CHANNEL!［大前りょうすけ］ ▽13時台 ◆（月）OH! MY WEEKLY ADVICE! （火）OH! MY 調査隊 （水）OH! MY Man＆Woman （木）OH! MY WORLD! （金）OH! MY TOPICS! ▽14時台 ◆夕刊エクスプレス ◆DRIVER'S REPORT（水〜金） ◆OH! MY! Tech Seeds!（木） ◆（月）教えて!あかひげ先生 （火）OH! MY SAX!（1・3週） ピカピカハッピー!! OH! MY DENTAL（2・4週） （水）そんなあなたにこの曲を （木）多田木deいただき! ニクよう日! （金）OH! MY DRIVE! ◆OH! MY危機一髪 | 13:00 OH! MY CHANNEL!［大前りょうすけ］ ▽13時台 ◆（月）OH! MY WEEKLY ADVICE! （火）OH! MY 調査隊 （水）OH! MY Man＆Woman （木）OH! MY WORLD! （金）OH! MY TOPICS! ▽14時台 ◆夕刊エクスプレス ◆DRIVER'S REPORT（水〜金） ◆OH! MY! Tech Seeds!（木） ◆（月）教えて!あかひげ先生 （火）OH! MY SAX!（1・3週） ピカピカハッピー!! OH! MY DENTAL（2・4週） （水）そんなあなたにこの曲を （木）多田木deいただき! ニクよう日! （金）OH! MY DRIVE! ◆OH! MY危機一髪 |
| 15                                              | 15:00 bre:eze［イレーネ］ ▽15時台 ◆MACHI navi ▽16時台 ◆HOT DISK selected by diskunion ◆セーフティメッセージ | 15:00 bre:eze［イレーネ］ ▽15時台 ◆MACHI navi ▽16時台 ◆HOT DISK selected by diskunion ◆セーフティメッセージ | 15:00 bre:eze［イレーネ］ ▽15時台 ◆MACHI navi ▽16時台 ◆HOT DISK selected by diskunion ◆セーフティメッセージ | 15:00 bre:eze［イレーネ］ ▽15時台 ◆MACHI navi ▽16時台 ◆HOT DISK selected by diskunion ◆セーフティメッセージ | 15:00 bre:eze［イレーネ］ ▽15時台 ◆MACHI navi ▽16時台 ◆HOT DISK selected by diskunion ◆セーフティメッセージ |
| 16                                              | 15:00 bre:eze［イレーネ］ ▽15時台 ◆MACHI navi ▽16時台 ◆HOT DISK selected by diskunion ◆セーフティメッセージ | 15:00 bre:eze［イレーネ］ ▽15時台 ◆MACHI navi ▽16時台 ◆HOT DISK selected by diskunion ◆セーフティメッセージ | 15:00 bre:eze［イレーネ］ ▽15時台 ◆MACHI navi ▽16時台 ◆HOT DISK selected by diskunion ◆セーフティメッセージ | 15:00 bre:eze［イレーネ］ ▽15時台 ◆MACHI navi ▽16時台 ◆HOT DISK selected by diskunion ◆セーフティメッセージ | 15:00 bre:eze［イレーネ］ ▽15時台 ◆MACHI navi ▽16時台 ◆HOT DISK selected by diskunion ◆セーフティメッセージ |
| 17                                              | 17:00 ニュース・パレード〔文化放送〕 | 17:00 ニュース・パレード〔文化放送〕 | 17:00 ニュース・パレード〔文化放送〕 | 17:00 ニュース・パレード〔文化放送〕 | 17:00 ニュース・パレード〔文化放送〕 |
| 17                                              | 17:15 Live Dragons!［平松伴康］ ▽17時台 ◆ジャパネットたかた ラジオショッピング ◆HIGHWAY INFORMATION ◆セーフティメッセージ ◆Dragons express | | | | |
| 17                                              | 17:56 東海ラジオ ガッツナイター | | | | |
| 18                                              | 18:00 グレープのもう魔酔わない! ［グレープ］ | | | | |
| 19                                              | 19:00 永田薫の東海KAORU ［永田薫（MAG!C☆PRINCE）］ | | | | |
| 19                                              | 19:15 RUSH HOUR! | | | | |
| 19                                              | 19:30 Vamos! アトレチコ鈴鹿 | | | | |
| 19                                              | 19:45 伝七邸渋沢栄一塾 | | | | |
| 20                                              | 20:00 伊藤澄夫の天下の一大事 | | | | |
| 20                                              | 20:15 JST presents Hawaiian 8 cafe | | | | |
| 20                                              | 20:20 安江のぶおのRadio Smile! | | | | |
| 20                                              | 20:30 ～ココロもカラダもHappyに〜 若々ラジオ 〔KBS京都〕 | | | | |
| 21                                              | 21:00 Next racks | 21:00 ガッツナイタープラス | 21:00 ガッツナイタープラス | 21:00 ガッツナイタープラス | 21:00 ガッツナイタープラス |
| 21                                              | 21:45 SKE48♡ 1+1は2じゃないよ! | | | | |
| 21                                              | 21:55 看板娘ホッピー・ミーナの HOPPY HAPPY BAR〔ニッポン放送〕 ▽21:59 東海ラジオ周波数案内 | | | | |
| 22                                              | 22:00 オールナイトニッポン MUSIC10〔ニッポン放送〕 ▽23:57 チケット情報 | 22:00 オールナイトニッポン MUSIC10〔ニッポン放送〕 ▽23:57 チケット情報 | 22:00 オールナイトニッポン MUSIC10〔ニッポン放送〕 ▽23:57 チケット情報 | 22:00 オールナイトニッポン MUSIC10〔ニッポン放送〕 ▽23:57 チケット情報 | 22:00 オールナイトニッポンGOLD〔ニッポン放送〕 ▽23:58 チケット情報 |
| 23                                              | 22:00 オールナイトニッポン MUSIC10〔ニッポン放送〕 ▽23:57 チケット情報 | 22:00 オールナイトニッポン MUSIC10〔ニッポン放送〕 ▽23:57 チケット情報 | 22:00 オールナイトニッポン MUSIC10〔ニッポン放送〕 ▽23:57 チケット情報 | 22:00 オールナイトニッポン MUSIC10〔ニッポン放送〕 ▽23:57 チケット情報 | 22:00 オールナイトニッポンGOLD〔ニッポン放送〕 ▽23:58 チケット情報 |
| 24                                              | 24:00 レコメン!〔文化放送〕 | 24:00 レコメン!〔文化放送〕 | 24:00 レコメン!〔文化放送〕 | 24:00 レコメン!〔文化放送〕 | 24:00 東海ラジオ ミッドナイトスペシャル～金シャチ劇場～ 司会進行▷美月（名古屋CLEAR'S） ◆スター発掘☆ライバーさん いらっしゃい! ◆ANCHEIN BETTyRADIO ◆LokuRok放送委員会 ～ひっそり居残りラジオ～ ◆アイドル3 ◆セロリじゃないよ、パセリだよ! in東海ラジオ |
| 25                                              | 25:00 TOKAI RADIO MUSIC PROGRAM SESSIONS 929 | 25:00 TOKAI RADIO MUSIC PROGRAM SESSIONS 929 | 25:00 TOKAI RADIO MUSIC PROGRAM SESSIONS 929 | 25:00 TOKAI RADIO MUSIC PROGRAM SESSIONS 929 | 24:00 東海ラジオ ミッドナイトスペシャル～金シャチ劇場～ 司会進行▷美月（名古屋CLEAR'S） ◆スター発掘☆ライバーさん いらっしゃい! ◆ANCHEIN BETTyRADIO ◆LokuRok放送委員会 ～ひっそり居残りラジオ～ ◆アイドル3 ◆セロリじゃないよ、パセリだよ! in東海ラジオ |
| 26                                              | 26:00 福澤侑のNEXT STAGE with YUU | 26:00 ZENERATION | 26:00 Rodi Pal-ラジパル- ［にしざわひろ］ | 26:00 Music Submarine［源石和輝］ | 24:00 東海ラジオ ミッドナイトスペシャル～金シャチ劇場～ 司会進行▷美月（名古屋CLEAR'S） ◆スター発掘☆ライバーさん いらっしゃい! ◆ANCHEIN BETTyRADIO ◆LokuRok放送委員会 ～ひっそり居残りラジオ～ ◆アイドル3 ◆セロリじゃないよ、パセリだよ! in東海ラジオ |
| 26                                              | 26:30 UNDER TALK （［アンダーポイント］） | 26:30 ハロー!ダイバーシティ | 26:00 Rodi Pal-ラジパル- ［にしざわひろ］ | 26:00 Music Submarine［源石和輝］ | 24:00 東海ラジオ ミッドナイトスペシャル～金シャチ劇場～ 司会進行▷美月（名古屋CLEAR'S） ◆スター発掘☆ライバーさん いらっしゃい! ◆ANCHEIN BETTyRADIO ◆LokuRok放送委員会 ～ひっそり居残りラジオ～ ◆アイドル3 ◆セロリじゃないよ、パセリだよ! in東海ラジオ |
| 27                                              | 27:00 オールナイトニッポン0(ZERO)〔ニッポン放送〕 | 27:00 オールナイトニッポン0(ZERO)〔ニッポン放送〕 | 27:00 オールナイトニッポン0(ZERO)〔ニッポン放送〕 | 27:00 オールナイトニッポン0(ZERO)〔ニッポン放送〕 | 27:00 オールナイトニッポン0(ZERO)〔ニッポン放送〕 |
| 27                                              | キタニタツヤ | あの | 佐久間宣行 | マヂカルラブリー | 三四郎 |
| 28                                              | キタニタツヤ | あの | 佐久間宣行 | マヂカルラブリー | 三四郎 |
| 28:30 早起きエール! ▽28:44 東海ラジオ周波数案内 | | | | | 三四郎 |

| 週末の番組編成 | 週末の番組編成 | 週末の番組編成 |
| 時             | 土 | 日 |
| -------------- | --- | --- |
| 4              | 4:45 引き続き オールナイトニッポン0(ZERO)〔ニッポン放送〕 | 4:45 引き続き オールナイトニッポン0(ZERO)〔ニッポン放送〕 |
| 4              | 三四郎 | 週替わり（最終週以外）、ヤーレンズ（最終週） |
| 5              | 5:00 耳より健康便り | 5:00 藤井香愛のkawaiiらじお～第四章～ |
| 5              | 5:15 旬! SHUN! ピックアップ | 5:15 銀シャリのおむすびラジオ |
| 5              | 5:30 おはよう!ニッポン全国消防団〔ニッポン放送〕 | 5:30 信仰の時間 |
| 5              | 5:40 世の光 | 5:40 旬! SHUN! ピックアップ |
| 5              | 5:45 イトーとスドーのモノ申し隊! | 5:55 RUSH HOUR! |
| 6              | 6:00 健康とっておき | 6:00 録音風物詩〔火曜会〕 |
| 6              | 6:00 健康とっておき | 6:10 耳より健康便り |
| 6              | 6:15 Buy Now | |
| 6              | 6:30 聴く将棋 | 6:25 Buy Now |
| 6              | 6:30 聴く将棋 | 6:40 わくわくお届け便 |
| 6              | 6:45 わくわくお届け便 | 6:55 RUSH HOUR! / 番組審議会からのお知らせ（最終週） |
| 7              | 7:00 Weekend Step［Cocoro］ ▽7時台 ◆Weステ マルシェ ◆ラジオの扉 ▽8時台 ◆まいどあり～。 ◆Coffee JAZZ ◆丹羽健のモーニングジャーニー ▽9時台 ◆SDGs STEPs ◆Sound Voyage | 7:00 Morning Delight［川本えこ］ ▽8時台 ◆ラジオの扉 ◆小倉・IMALUの○○玉手箱 ▽9時台 ◆Buy Now                                                                                                   |
| 8              | 7:00 Weekend Step［Cocoro］ ▽7時台 ◆Weステ マルシェ ◆ラジオの扉 ▽8時台 ◆まいどあり～。 ◆Coffee JAZZ ◆丹羽健のモーニングジャーニー ▽9時台 ◆SDGs STEPs ◆Sound Voyage | 7:00 Morning Delight［川本えこ］ ▽8時台 ◆ラジオの扉 ◆小倉・IMALUの○○玉手箱 ▽9時台 ◆Buy Now                                                                                                   |
| 9              | 7:00 Weekend Step［Cocoro］ ▽7時台 ◆Weステ マルシェ ◆ラジオの扉 ▽8時台 ◆まいどあり～。 ◆Coffee JAZZ ◆丹羽健のモーニングジャーニー ▽9時台 ◆SDGs STEPs ◆Sound Voyage | 7:00 Morning Delight［川本えこ］ ▽8時台 ◆ラジオの扉 ◆小倉・IMALUの○○玉手箱 ▽9時台 ◆Buy Now                                                                                                   |
| 10             | 10:00 Saturday Flavor［市野瀬瞳］ ▽10時台 ◆旬! SHUN! ピックアップ ▽11時台 ◆Stuation Palet ◆乃木坂46 岡本姫奈のおかひな時間 ▽12時台 ◆たいこうのふくろう便（1週） ◆Time Machine ◆Better Choice ▽13時台 ◆Pick up Flavor ◆Share The happiness!! ◆峰竜太とみんなの信州〔文化放送〕 | 10:00 SUNDAY FUNDAY!［川村茉由］ ▽10時台 ◆FUNDAY TOPICS ◆FUNDAY TOPICS SPORTS ◆サンファン1分クラシック ▽11時台 ◆エンジョイスポーツ健康にトライ! ▽12時台 ◆Girls damon Day ▽13時台 ◆○○ de 東海 |
| 11             | 10:00 Saturday Flavor［市野瀬瞳］ ▽10時台 ◆旬! SHUN! ピックアップ ▽11時台 ◆Stuation Palet ◆乃木坂46 岡本姫奈のおかひな時間 ▽12時台 ◆たいこうのふくろう便（1週） ◆Time Machine ◆Better Choice ▽13時台 ◆Pick up Flavor ◆Share The happiness!! ◆峰竜太とみんなの信州〔文化放送〕 | 10:00 SUNDAY FUNDAY!［川村茉由］ ▽10時台 ◆FUNDAY TOPICS ◆FUNDAY TOPICS SPORTS ◆サンファン1分クラシック ▽11時台 ◆エンジョイスポーツ健康にトライ! ▽12時台 ◆Girls damon Day ▽13時台 ◆○○ de 東海 |
| 12             | 10:00 Saturday Flavor［市野瀬瞳］ ▽10時台 ◆旬! SHUN! ピックアップ ▽11時台 ◆Stuation Palet ◆乃木坂46 岡本姫奈のおかひな時間 ▽12時台 ◆たいこうのふくろう便（1週） ◆Time Machine ◆Better Choice ▽13時台 ◆Pick up Flavor ◆Share The happiness!! ◆峰竜太とみんなの信州〔文化放送〕 | 10:00 SUNDAY FUNDAY!［川村茉由］ ▽10時台 ◆FUNDAY TOPICS ◆FUNDAY TOPICS SPORTS ◆サンファン1分クラシック ▽11時台 ◆エンジョイスポーツ健康にトライ! ▽12時台 ◆Girls damon Day ▽13時台 ◆○○ de 東海 |
| 13             | 10:00 Saturday Flavor［市野瀬瞳］ ▽10時台 ◆旬! SHUN! ピックアップ ▽11時台 ◆Stuation Palet ◆乃木坂46 岡本姫奈のおかひな時間 ▽12時台 ◆たいこうのふくろう便（1週） ◆Time Machine ◆Better Choice ▽13時台 ◆Pick up Flavor ◆Share The happiness!! ◆峰竜太とみんなの信州〔文化放送〕 | 13:20 いいものテンミニッツ! |
| 13             | 10:00 Saturday Flavor［市野瀬瞳］ ▽10時台 ◆旬! SHUN! ピックアップ ▽11時台 ◆Stuation Palet ◆乃木坂46 岡本姫奈のおかひな時間 ▽12時台 ◆たいこうのふくろう便（1週） ◆Time Machine ◆Better Choice ▽13時台 ◆Pick up Flavor ◆Share The happiness!! ◆峰竜太とみんなの信州〔文化放送〕 | 13:30 東海ラジオ ガッツナイター |
| 13             | 13:55 東海ラジオ ガッツナイター | |
| 14             | | |
| 15             | | |
| 16             | 16:30 ガッツナイタープラス | |
| 17             | 17:00 ONE STYLE［高井一］ ▽17時台 ◆らじおガモン倶楽部 ▽18時台 ◆南海トラフ巨大地震どうなる? どうする! ◆石原まさたかの痛快! 風雲放談 | 17:00 C.A.M.P.BASKET［小島一宏］ ▽17時台 ◆Art BASKET ◆大同大学キャンパスリポート（2・4週） ▽18時台 ◆CINEMA BASKET                                                                            |
| 18             | 17:00 ONE STYLE［高井一］ ▽17時台 ◆らじおガモン倶楽部 ▽18時台 ◆南海トラフ巨大地震どうなる? どうする! ◆石原まさたかの痛快! 風雲放談 | 17:00 C.A.M.P.BASKET［小島一宏］ ▽17時台 ◆Art BASKET ◆大同大学キャンパスリポート（2・4週） ▽18時台 ◆CINEMA BASKET                                                                            |
| 19             | 17:00 ONE STYLE［高井一］ ▽17時台 ◆らじおガモン倶楽部 ▽18時台 ◆南海トラフ巨大地震どうなる? どうする! ◆石原まさたかの痛快! 風雲放談 | 17:00 C.A.M.P.BASKET［小島一宏］ ▽17時台 ◆Art BASKET ◆大同大学キャンパスリポート（2・4週） ▽18時台 ◆CINEMA BASKET                                                                            |
| 20             | 20:00 1・2・3 四日市メガリージョン!!Rock! ［中村匡、あべ静江、花井悠希］ | 20:00 タクマの言ったもん勝ち ［タクマ］ |
| 20             | 20:30 KORE-SUKI! RADIO | 20:30 つながるカフェヨシノ |
| 21             | 21:00 SKE48♡ 1+1+1は3じゃないよ！ | 21:00 宮田篤のヴィンテージ・ナイト |
| 21             | 21:00 SKE48♡ 1+1+1は3じゃないよ！ | 21:30 POP! POP! KPOP!!［山口由里］ |
| 22             | 22:00 松山千春 ON THE RADIO〔NACK5〕 | 22:00 東海オンエアラジオ |
| 22             | 22:00 松山千春 ON THE RADIO〔NACK5〕 | 22:30 ななこのクリエイターズ |
| 23             | 23:00 ドットーレ山口のドキドキラジオ'84 ～シーズン5～ | 23:00 angelaのsparking! talking! show! |
| 23             | 23:30 SixTONESのオールナイトニッポンサタデースペシャル 〔ニッポン放送〕 | 23:30 アニマニオンエア! |
| 24             | 23:30 SixTONESのオールナイトニッポンサタデースペシャル 〔ニッポン放送〕 | 24:00 畠中祐・悠太のポン☆コツ再生工場 |
| 24             | 23:30 SixTONESのオールナイトニッポンサタデースペシャル 〔ニッポン放送〕 | 24:30 高橋直純のトラブルメーカー |
| 25             | 25:00 Snow Manの素のまんま〔文化放送〕 | 25:00 ももいろクローバーZ ももクロくらぶxoxo〔ニッポン放送〕 |
| 25             | 25:30 佐藤なおみ&大城光の『税』って何だっけ? | 25:30 佐田玲子の夢はまだ平気ですか |
| 25             | 25:30 佐藤なおみ&大城光の『税』って何だっけ? | 25:45 TSUKEMENのTSUKEラジ! |
| 26             | 26:00 なにわ男子の初心ラジ!〔ニッポン放送〕 | 26:00 世の光 いきいきタイム |
| 26             | 26:00 なにわ男子の初心ラジ!〔ニッポン放送〕 | 26:15 放送休止 |
| 27             | 27:00 オールナイトニッポン0〔ニッポン放送〕 | |
| 27             | 週替わり（最終週以外）、ヤーレンズ（最終週） | |
| 28             | | |

## 季節番組・中継番組他
- ガッツナイター最前線（ナイター期・火曜 - 金曜 17:45 - 17:57）
- 東海ラジオ ガッツナイター[注釈 17]（ナイター期 17:57 - 試合終了）/東海ラジオ ガッツナイタースペシャル（土・日曜日デーゲームならびにポストシーズン）/東海ラジオ ドラゴンズスペシャル（月曜日のナイターと平日のデーゲーム）
  - 2010年度以降の日曜と2011年度以降の土曜は、中日戦を含むデーゲーム中継を行った場合、ナイター中継は行わないが、中日が絡む試合を中継できない場合でも、野球中継枠（雨傘番組を含む）はデーゲーム・ナイターのいずれかで必ず設けられる。月曜は対中日戦のみ放送。
  - セ・リーグクライマックスシリーズ（パ・リーグのそれは一切放送しない）及び日本シリーズも、2012年からは中日の進出如何にかかわらず全試合放送。
  - ナイターインの土・日の14 - 20時台は中日戦の開始時間などによって、タイムテーブルに変動が生じる（土曜は深夜の一部番組も該当）。
  - 2020年度は、2019新型コロナウイルスの影響によりプロ野球の開幕が3月20日から6月19日に延期となったため、開幕までの間は『東海ラジオ ガッツナイター』を休止し、該当部分（火 - 金曜：19:00 - 21:30、土・日曜：13:55 - 17:00）は特別編成を実施。火 - 金曜夜は『OH! MY CHANNEL!スペシャル』を、土・日曜は『サウンドスタジアム おうちでラジオ オールタイム リクエスト』（日替わりパーソナリティ）を放送している。
- 中日ドラゴンズ チケット発売情報（プロ野球シーズン中。チケットぴあからの情報を元に、ナゴヤドームで開催されるドラゴンズのチケット発売状況が伝えられる）
- ドラゴンズチケットインフォメーション（プロ野球シーズン中。当日のナゴヤドームのチケット発売状況や、イベント情報等ドームからのお知らせも伝える。BGMは燃えよドラゴンズ!）
- 東海テレビナイター/デーゲーム情報（番組ではないが、東海テレビがドラゴンズ戦中継担当日に午前中の番組内で告知放送される。内容としては「中継カード、解説、実況」を紹介し、最後に「ナイター（デーゲーム）は東海テレビで!」と告知される）。
- 中日ドラゴンズ監督インタビュー特別番組（概ね30分程度の番組。2009年 - 2010年のシーズンオフは放送されなかった）
- 東海ラジオ ワイルドサッカー（グランパス中継番組タイトル名、不定期での放送。2009年からは不定期でインターネット放送も実施）
- 名古屋ウィメンズマラソン実況生中継（前身の名古屋国際女子マラソンとは異なり、東海ラジオのみで放送）
- ボートレースライブ（2009年までは「競艇中継」というタイトルだったが、2010年より競艇側の都合によりタイトルも変更。SGならびにPG1の優勝戦のみ。ただしプロ野球シーズン中は野球中継を優先するため、野球中継が延長された場合は放送されないこともある。そのような場合でも、蒲郡・常滑・津での開催時は野球中継を中断してレース実況のみ挿入する。該当3会場での開催時は、東海ラジオからもパーソナリティーを派遣する）
- 競馬中継（中京競馬場で開催されるG1レースのみ中継。2010年までは日曜の午後のワイド番組内で中央競馬メインレースを毎週中継していたほか、2008年頃までは土曜日の中京競馬重賞レースも中継されていた）
- ヒッツ・トゥデイ（ナイター期に放送されるもので、シーズンオフは基本的に例年放送されないが2009年10月 - 2010年3月は月曜 - 金曜20:50 - 20:56で放送された）
- Connect929（ナイターオフ期に放送（2022年 -）、土曜14:00 - 17:00）
- Sound Park Sunday（ナイターオフ期にレギュラー編成（2021年 -）、日曜14:00 - 17:00）[注釈 18]
- 名古屋大学リレーセミナー[注釈 19]
- 愛知高齢者のつどい・特別番組（「お楽しみ演芸会」の一部分を放送）
- 新春知事対談[注釈 20]
- 新春記者放談〔当番組のスポンサー（CMは放送されない）でもある中日新聞記者が東海ラジオアナと経済に関する話（見通しなど）を対談形式で進める番組〕
- 国政選挙特番（投票日の深夜に放送。協力:中日新聞。これに関連して、開票速報が随時放送される）
- 政見放送（岐阜県を除く愛知県・三重県）
- 大阪国際女子マラソン実況生中継（制作:ラジオ大阪）
  - オリンピック開催時期が近い場合のみ、予選会と兼ねるためネットする場合がある
- 全日本大学駅伝実況中継（制作:文化放送）
  - 毎年11月の第1日曜 8:00 - 13:50
  - 2020年度より放送。2019年度まではZIP-FMで放送されていた。
- 福岡国際マラソン実況生中継（制作:九州朝日放送）
- 防災の日スペシャル特別番組（制作:文化放送・提供:JA共済）
- マイクの1年 ニュース編・スポーツ編（制作:文化放送）
- さだまさしカウントダウンスペシャル（年越し特番 制作:文化放送）
- （スター）声の年賀状（年始に自社制作のワイド番組の合間に放送。一部にはスポンサーが付いている。東海ラジオ単独のインタビューのほか、一部出演者のインタビューは火曜会制作のものも含まれている）
- 松山千春スーパーショット（年始特番 制作:STVラジオ）

## 過去に放送された番組

### 平日朝ワイド番組
| 番組名                              | 放送時間                            | 放送時期                       | 出典   |
| ----------------------------------- | ----------------------------------- | ------------------------------ | ------ |
| おはよう東海                        | 7:00 - 8:00                         | 1966年1月 - 1972年6月          | [ 7 ]  |
| 今日も明るく                        | 6:00 - 7:00                         | 1966年6月 - 1968年3月          | [ 7 ]  |
| さん!さん!モーニング                | 6:25 - 8:00                         | 1972年7月3日 - 1982年4月2日    | [ 9 ]  |
| モーニングエコー お元気ですか?      | 8:00 - 9:00                         | 1977年10月10日 - 1982年4月     | [ 10 ] |
| 伊藤春雄のさん!さん!モーニング      | 6:25 - 8:00                         | 1982年4月 - 1990年7月          | [ 11 ] |
| 町田吉史のモーニングエコー          | 8:00 - 9:00                         | 1982年4月 - 1985年10月         | [ 11 ] |
| いい朝ラジオで                      | 6:25 - 9:00                         | 1990年8月 - 1992年10月         | [ 12 ] |
| 蟹江篤子のビタミンラジオ            | 7:00 - 9:00                         | 1992年10月 - 1994年10月        | [ 12 ] |
| 天野良春の朝からごきげん!           | 7:00 - 9:00→6:30 - 9:00             | 1994年10月10日 - 1999年10月1日 | [ 13 ] |
| おはよう松原敬生です                | 6:30 - 9:00                         | 1999年10月 - 2002年3月         | [ 14 ] |
| 小島一宏 モーニングあいランド       | 6:30 - 9:00                         | 2002年4月1日 - 2010年4月2日    | [ 15 ] |
| 源石和輝 モルゲン!!                 | 6:30 - 9:00→6:00 - 9:00→6:00 - 8:00 | 2010年4月 - 2014年9月          |        |
| 矢野きよ実・山浦ひさし 太陽とバナナ | 8:00 - 10:00                        | 2013年9月 - 2014年9月          |        |
| 矢野きよ実の朝は矢野流              | 7:00 - 9:00                         | 2014年9月29日 - 2017年9月29日  |        |
| 原光隆 はやバン!                    | 6:00 - 7:00                         | 2014年9月29日 - 2018年9月28日  |        |
| 小島一宏 モーニングッド!            | 6:00 - 8:00                         | 2017年10月2日 - 2022年9月23日  |        |

### 平日午前ワイド番組
| 番組名                                          | 放送時間      | 放送時期                      | 出典・備考  |
| ----------------------------------------------- | ------------- | ----------------------------- | ----------- |
| 伊藤春雄のふれあいスタジオ お隣さんお向かいさん | 11:00 - 12:00 | 1977年4月4日 - 1982年4月2日   | [ 10 ]      |
| アマチンのラジオにおまかせ                      | 10:00 - 11:50 | 1982年4月5日 - 1997年4月4日   | [ 11 ]      |
| 松原敬生のバラエティジャーナル                  | 10:00 - 11:50 | 1997年4月7日 - 1998年7月      | [ 14 ]      |
| タクマのHAPPY TIMES!!                           | 9:00 - 12:00  | 2016年4月4日 - 2017年9月29日  | [ 注釈 22 ] |
| タクマ・神野のど～ゆ～ふ～                      | 9:00 - 12:00  | 2017年10月2日 - 2022年9月23日 |             |

### 平日昼ワイド番組
- 東海ハイウェイ→東海ハイウェー（14:00 - 16:45[注釈 23]、1960年4月 - 1973年3月）[7]
  - 東海ハイウェー あなた出番です（12:35 - 17:40、1973年4月 - 1974年9月）[9]
  - 東海ハイウェ〜（12:35 - 17:30、1974年10月 - 1977年4月）[9]
- モアミュージック1・2・3・4（13:30 - 16:30、1977年4月 - 1978年9月）[10]
  - 東海ハイウェイ→モア・ミュージック1234（14:00 - 16:45[7]。
- ぶっつけワイド（13:00 - 16:30、1978年10月 - 1997年4月4日）[10]
  - 走る“ぶっつけワイド”（1982年3月29日・1985年3月13日・1987年3月20日）
  - 期間限定「ぶっつけワイド」復刻版（月 - 木曜 13:00 - 16:00、2016年7月11日 - 28日）[16]
- ラジオテリアPM3（15:00 - 15:30、1997年4月 - 1999年4月）[14]
- あんびるとよぞうのラジオどんぶり[15]
- 美味時間[17]
- 宮地佑紀生の聞いてみや〜ち（月 - 木曜 13:00 - 16:00、1997年4月 - 2016年6月）
  - 宮地佑紀生・河原龍夫・神野三枝 もっとためしてみや〜ち（土曜 13:00 - 13:30、2016年4月 - 6月）
- 日替わりラジオ コレカラ（月 - 金曜 12:00 - 13:00、2014年9月29日 - 2017年9月29日）
- FINE DAYS!（月 - 金曜 13:00 - 16:00、2016年8月1日 - 2017年9月29日）
  - 彦摩呂の今日もまんぷく!DAY（月曜）
  - 桂三度のホトケの顔も三度まDAY!（火曜）
  - 笑福亭笑瓶のやっぱええんやDAY!（水曜）
  - 流れ星の笑わさ〜すDAY!（木曜）

### 平日夕方ワイド番組
- 町ちゃんの4時半だよ（16:30 - 17:00、1987年4月 - 1990年4月）[18]
- 梅村勝彦（後にタクマ、織田雄二）のNORINORIあふたぁぬーん（15:20 - 16:25、1989年4月 - 1997年4月）[19]
- 気分はほっと（16:30 - 18:15、1990年4月 - 1995年3月）[12]
- 原光隆のいきいきワイド（16:30 - 18:15、1995年4月 - 1997年4月）[12]
- ラジオクルージング（1999年4月 - 2007年3月）[20]
- 安蒜豊三 夕焼けナビ（16:00 - 17:45、2007年4月 - 2014年9月）

### 平日夜ワイド番組
- 電話バラエティなんでもリクエスト（1971年10月 - 1975年3月）[9]
- 青空ほしおの大当たりナイター（19:15 - 20:00）[9]
- たかお・あつこのほのぼのプレゼント（19:15 - 20:30）[10]
- ここがSF一丁目
- うたワイドベスト50（20:40 - 21:25、1988年10月 - 1989年4月）[18]
- Pop Rock Super Best10（21:30 - 22:25、1988年10月 - 1991年10月）[18]
- Pop Rock Super wide（21:30 - 22:25、1991年10月 - 1992年2月）[12]
- 今夜もやっぱりFUNKYパジャマ（22:30 - 24:00、1992年10月5日 - 1996年10月）[12]
- パワフルラジオ8（20:00 - 21:30、1992年10月 - 1993年4月）[12]
- パワフルラジオ（19:00 - 20:55、1993年10月 - 1994年4月）[12]
- OFF TIME6（18:00 - 19:00、1993年10月 - 1994年4月）[12]
- GAMGAMエブリディ（20:30 - 21:35、1996年10月 - 1998年4月）[14]
- Pee Pee Jaca Jacans（ぴーぴージャカジャカンズ）（1996年10月7日 - 1998年4月3日）[14]
- 夜はこれから[20]
- ぷるぷるMagicモンスター（21:00 - 24:00、1998年4月6日 - 1999年4月2日）[14]
- あんびるとよぞうラジオナイト（1999年4月 - 2000年3月）[14]
- スポーツNOW（18:00 - 18:45、2000年10月 - 2004年3月）[15]
- ガッツナイト[15]
- 夜はこれから（1997年度、2001年度、2002年度、2003年度ナイターオフ期）
  - 松原敬生の夜はこれから（1998年度ナイターオフ期）
- 2COOL!（ナイターオフ期）[21]

### 平日深夜ワイド番組
- ミッドナイトホール（25:00 - 27:00、1962年4月16日 - 1966年）[7]
- ミッドナイト東海[22]
- とびっきりNiGHT（1983年9月1日 - 1986年10月4日、24:30 - 27:00）[11]
- SF Rock Station（23:00 - 25:00、1986年10月 - 1993年7月）[18]
- J・POP Magic（25:00 - 27:00、1993年7月5日 - 1999年4月2日）[12]
- DON・TSUKI（25:00（その後26:00） - 27:00、1999年4月5日 - 2001年9月）

### 土曜ワイド番組
- サタデー東海（13:00 - 17:00、1969年4月5日 - 1970年10月3日）[22]
- モテモテ東海大作戦[23]（1970年10月10日 - 1974年4月7日、土曜 13:00 - 17:20 ナイター期は18:15まで）
- さん!さん!サタデー 青空ワイド[23]（1974年10月5日 - 1982年10月5日、6:25 - 9:00）[9]
- 青空ワイド（6:25 - 9:00、1977年4月 - 1980年4月）[14]
- あなたの土曜日 真季子とともに（1974年10月5日 - 1994年7月30日、9:00 - 12:00）[10]※テーマ曲はFranck Pourcel「CLO CLO」
- どんどん土曜大放送[23]（1979年6月9日 - 1997年4月5日、14:00 - 17:00）[10]
- ナゴヤフォークタウン[10]（2006年6月18日深夜にオールナイト特番として放送）
- さんさんサタデー（6:30 - 9:00、1980年4月 - ）[11]
- 朝はゆき色ラジオ色（6:45 - 9:00、1984年4月 - 1988年12月）[11]
- マイルドな朝（6:30 - 9:00、1989年1月 - 1990年2月）[18]
- 伊藤春雄の心ひらいて土曜がイチバン（6:45 - 8:45、1990年8月 - 1992年10月）[12]
- 原光隆のミネラルワイド（6:45 - 8:45、1992年10月 - 1994年10月）[12]
- 朝はラジオで深呼吸（7:00 - 8:45、1994年10月 - 1995年4月）[12]
- 小枝のめちゃええかんじ（9:20 - 12:00、1994年9月 - 1997年4月）[12]
- 土曜の夜は僕のイキガイ（19:00 - 20:30、1994年10月 - 1996年4月）[12]
- 土曜の朝にはAIがある（7:00 - 9:20、1995年4月 - 1997年4月）[12]
- おまたせ歌謡ドンブリ（19:00 - 21:00、1996年10月 - 1997年3月）[12]
- サタデーパーク アマチン通り（1997年4月 - 2002年3月）[14]
- 天野良春ショー（10:00 - 17:40、1999年10月 - 2002年3月）[14]
- Super Geneking（14:00 - 16:55、1997年4月 - 1998年）[14]
- こちらOL放送局（14:00 - 16:55、1998年5月 - 1999年10月）[14]
- 土曜日1ばん（20:00 - 21:20、1997年10月 - 1998年3月）[14]
- 土曜はごきげんシリーズ
  - 土曜はごきげん天野良春ショー[15]
  - （原光隆の土曜はごきげん）[15]
- サタモニ・フリーウェイ（6:30 - 9:00）[15]
- ウィークエンドBOX（17:40 - 19:00、2001年10月 - ）[15]
- Sound Boulevrd（14:00 - 17:45、2002年4月 - 2003年3月）[15]
- ワハハだ!さか松ゲン[15]
- 松原・坂口の土曜はど〜よ!?（14:00 - 16:30、2004年4月 - 2007年3月）[15]
- 源石和輝の土曜スタイル!（9:00 - 12:00、2006年4月 - ）[15]
- 山浦ひさし 全力疾走[21]
- 黒田治 今夜はOK.OK.（18:00 - 21:00）[21]
- 酒井弘明のミッドナイトフライト（27:00 - 28:00、2007年10月 - 2009年3月）[21]
- 天野良春"リアル"（7:00 - 10:00、2007年4月 - 2014年9月）

当初、『-"リアル"』の枠では『谷川明美の花鳥風月』が放送される予定だったが、谷川の病気療養に伴う降板で事実上お蔵入りとなった。
- 天野良春 パラダイスキング（7:00 - 10:00、2014年 - 2016年3月）
- 小島一宏 一週間のごぶサタデー（2010年4月10日 - 2017年9月30日）

### 日曜ワイド番組
- サンデー電話リクエスト（23:35 - 25:00、1969年5月 - 1975年3月）[22]
- やあ!やあ!サンデー・サテライトリクエスト合戦（14:00 - 15:50、1972年7月1日 - 1983年6月）[9]
- ナゴヤフォークタウン（2:40 - 3:25、1983年10月 - 1996年10月）[11]
- SUPER COUNTDOWN50（1990年10月 - 1992年4月）[12]
- 天野良春のスーパースクランブル（13:45 - 16:30、1991年4月 - 1994年10月）[12]
- タクマのスーパースクランブル（13:00 - 16:55、1994年10月 - 1997年4月）[12]
- さんでーチキチキきゃんでー（14:00 - 15:55、1997年4月 - 1999年10月）[14]
- 谷川明美のちょっと小粋な日曜日（13:00 - 16:55、1999年10月 - 2002年3月）[14]
- 音楽時代（一宏・聡子→基弘・聡子→基弘・真也）[15]
- 松原敬生の歌謡パーティ（13:00 - 16:00、2002年4月 - 2003年3月）[15]
- ガハハだ!さか松ゲン（14:00 - 16:30、2003年4月 - 2004年3月）[15]
- ミュージックランキング[15]
- ヒッツサンデー（13:00 - 17:15、2005年4月 - 2007年4月）[15]
- 高木基弘のSunndeay's Best（10:20 - 12:30、2005年4月 - 2005年10月）[15]
- はやおきラジオ 水谷ミミです[17]
- サンデー・イン・ザ・パーク[21]
- 直球勝負!大澤広樹[21]
- 幸福ラジオ RE-SET!（18:00 - 21:00）[21]
- 多田木・川島 茶の間でショウ→多田木・古池 茶の間でショウ（12:00 - 14:00、12:00 - 15:00、2010年4月 - 2014年9月）
- 源石和輝 音楽博覧会（12:00 - 14:00・12:00 - 15:00・12:00 - 13:55、2014年10月5日 - 2017年10月1日）

### その他
- 名古屋国際女子マラソン実況生中継
- 朝のなつメロ
- 白い夜の季節（ラジオドラマ・1961年7月1日 - 9月30日/月曜 - 金曜）
- ボタンは散らず（ラジオドラマ・1961年8月1日 - 1962年2月10日/月曜 - 土曜）
- 母貝（ラジオドラマ・1961年2月27日放送の45分番組）
- 大正琴物語（ラジオドラマ・1962年2月26日放送）[24]
- 憎まれながら三百年（ラジオドラマ・1963年11月28日放送）
- あらしの中の子ら・伊勢湾台風被災児童の記録から（報道・1960年8月1日 - 8月29日/月曜）
- 伸びゆく東海（報道・1961年2月5日 - 1962年3月25日/日曜）
- ラジオリレー・みんな元気です（報道・1963年2月2日 - 1965年3月27日/土曜 南日本放送・宮崎放送に同時ネット、後に熊本放送・大分放送・長崎放送でもネット）
- ニュース解説・明日の朝刊から（1961年5月1日 - 163年6月29日/月曜 - 日曜 22:50 - 23:00）
- ナショナル・ステレオホール（CBCラジオと共同制作・同時放送）
- 三菱・ステレオアワー（CBCラジオと共同制作・同時放送）
- 鬼頭昭夫よろず相談（1962年3月1日 - 1963年8月31日/月曜 - 土曜）
- セブン・オクロック・ジャンプ（1962年10月1日 - 1965年3月30日/月曜 - 土曜 19:00 - 20:00）
- 名神ハイウェイ・シリーズ（1963年7月1日 - 9月23日/月曜 MBSラジオと共同制作）
- 琴によせて（1960年6月10日 - 1969年9月19日/金曜）
- エンゼル育児相談室・こんにちは赤ちゃん（日曜）
- スタジオカー・ミュージック・キャラバン（月曜・金曜）
- トリオ・リクエスト・コンサート
- 交通取り締まりニュース（1965年7月1日 - 1971年1月16日/1日に5回放送）
- プリンス名神ハイウェイスコープ（1964年11月25日 - 1974年8月25日/日曜 MBSラジオ・近畿放送に同時ネット、東名高速道路開通後はラジオ大阪・静岡放送・文化放送に変更）
- 凍死（1964年2月24日放送）
- 添水の音（1964年11月25日放送）
- 福寿草の歌（1965年11月1日 - 12月30日放送の10分の帯番組。13局ネット）
- お早よう東海（1966年1月24日 - 1972年7月1日/月曜 - 土曜）
- ザ・ハート・オブ・ヤング（水曜）
- 栄町ランチタイム・ミュージック（月曜 - 金曜）
- 土曜スペシャル（土曜 13:00 - 14:00）
- ユニモール歌謡スタジオ（月曜 20:00 - 20:30）
- コーセーポップスカンパニー
- 今夜はグッドチューニング
- ウィークリーなもなもクラブ（1981年4月12日 - 1993年9月26日 日曜→土曜）
- RADIOおもしろコミュニティ
- 人物スケッチ・ラジオ紳士録
- わいわいウィズユー（ユニー一社提供）
- 赤ちゃんと話そう
- 歌え!パーソナリティ大行進
- サーキットヤングプラザ（後に「ビバ!サーキット」）
- 友竹正則トーク・トーク・イン伊勢（1985年12月30日 - 1986年3月28日/月曜 - 金曜 6:25 - 6:30）
- ちびっこ発言（1974年9月16日 - 12月13日）
- トヨタ・モーニング・レーダー
- レッツゴー・ビジネスマン
- バイタリス・フォークビレッジ→ライオン・フォークビレッジ→ライオン・ミュージックビレッジ
- 東三河しあわせ広場（豊橋局ローカル）
- 歌謡ハイウェー864 (はちろくよん)（豊橋局ローカル）
- 東三河夕やけジョッキー（豊橋局ローカル）
- しあわせカップル（豊橋局ローカル）
- ヒット歌謡（高山局・下呂局・神岡局ローカル）
- 今週の話題（高山局・下呂局・神岡局ローカル）
- 歌のハイライト（高山局・下呂局・神岡局ローカル）
- 森島ドクターのハッピークリニック
- 黒川紀章スーパーインタビュー・21世紀のナゴヤ
- HELLO!デザイン博（1989年7月17日 - 11月24日、月曜 - 金曜 12:35 - 13:00）
- 星に唄おう（荒木一郎が出演。1966年1月 - 1969年2月/月曜 - 土曜 22:00 - 22:10[注釈 24]）
- SEIKO ハロー!ミュージック・シティ（1977年度と1978年度のナイターオフ期間中に放送[25][注釈 25]）
  - はるかなる南部（1977年度）
  - ラテンの熱い風（1978年度）
- 車へ乗った（1967年11月29日放送）
- 男声合唱とピアノによる蒸気機関車への賛歌「走れわが心」（1968年11月27日放送）
- 天山北路（1969年11月13日放送）
- 夜遊びしナイト!（1985年10月-1986年4月[注釈 26]）
- なごやか寄席 - 現在は「なごやか寄席復刻編」として、ミッドナイト東海21内の1コーナー→独立番組として放送
- SF Rock Station（1986年 - 1993年7月2日、月曜 - 金曜 25:00 - 27:00）
- アイドルハウス ビンバンブン
- 源兵衛・太助寄席の旅
- みのひだどらまん街道
- 森川美穂の青春放送局
- 素敵50%OFF
- B'z WAVE-GYM
- DEEN Street Jam
- T-BOLAN BE WITH YOU
- 大黒摩季 OH!GROGGY
- 大黒摩季 マイナスアルファ
- 徳川夢声の宮本武蔵（ラジオ関東=現・RFラジオ日本で40数年前に放送されたものをデジタル・リマスタリングで再放送）
- 花柳貴人生のおどるヘップバーン
- ウィークリーなもなもクラブ
- まごころ大角のびっくらじお
- 流石の源石（第1 - 13部、1997年 - 2010年（途中中断あり））
- 月と6扇子
- 週刊ラジオアニメック
- 下川みくにのLoveMusic!
- テニスの王子様 オン・ザ・レイディオ（現在は文化放送などで放送中）
- シルキードリームシリーズ（SHILUKEYDREAMS、辛島美登里→平松愛理→中西圭三、? - 1996年3月、ナイターオフ期に放送。立川ブラインド工業提供。東京支社製作で、文化放送・ラジオ大阪にネットしていた。土曜 21:00 - 21:30）
- バカ言ってんじゃNIGHT(水曜25:00 - 26:00)
- Portable Song!（2006年10月 - 2007年3月 日曜 21:30 - 22:00）
- ヒッツ・サンデー（2005年4月 - 2007年4月 日曜 13:00 - 17:00）
- SPAGALA INDIES LIVE（日曜 17:00 - 17:15）
- 上條ひとみのキ・セ・キ（ - 2007年3月 水曜 21:00 - 21:30）
- 福留佑子のゆうことナイト!
- 大江敬之の現代スクランブル（番組開始当初は文化放送制作をネット。途中から東海ラジオ発に変更）
- 下川みくにの見えちゃうラジオ（2005年10月 - 2008年3月 月曜 20:00 - 21:00）
- 336サロン（ - 2008年3月 水曜 21:30 - 21:45）
- M3（ - 2008年3月 木曜 21:00 - 21:30、その後も不定期に放送）
- 安蒜豊三の再発バンザイ（ - 2008年3月 木曜 21:30 - 21:45）
- 大矢たけはるのマイウェイラジオ（ - 2008年3月 金曜 21:30 - 21:45）2011年7月から放送再開
- Note真田修壱のじゃんだラジオ（ - 2008年3月 火曜 21:00 - 21:30）
- 天タクの振り逃げジョッキー（ナイター期）
- グランパスR（日曜 17:35 - 17:45）－シーズン中は独立番組であるが、シーズンオフはSports Dialの番組内の1コーナーとして放送されていた。
- ジャンヌダルクの娘たち〜筋肉プリンセス・ジャパン〜（土曜 19:00 - 20:00）
- 大沢在昌ラジオドラマシリーズ「ザ・ジョーカー／亡命者 ザ・ジョーカー」（日曜 21:00 - 21:30）
- ガッツナイターアーカイブス（日曜 17:00 - 17:30 2007年 - 2008年途中頃）
- サンデーミュージック（日曜 17:35 - 17:45）
- ゆき姐クラブ（日曜 17:00 - 17:30）
- みなこれ!（土曜 17:00 - 17:30）
- ドラゴンズNo.1ジョッキー（ナイターオフ期・土曜 19:00 - 20:00）
- ガッツナイタープラス（ナイターオフ期・月曜 - 金曜 17:45 - 18:00）
- Sports Dial（ナイターオフ期・日曜 17:00 - 18:20）
- 200勝達成!おめでとう!山本昌!!（2008年8月9日に放送されたほか、同年12月27日に年末特別番組として再放送された）
- 草地章江 真っ赤なレモン
- サタデーウェーブ（土曜 14:50 - 15:00）
- 中村中 癒しのデッドボール（土曜25:30 - 26:00）[注釈 27]
- 雷門幸福のなごやか寄席復刻編（土曜 27:00 - 27:30）
- ラジオはアメリカン
- カリオカ♪エンタ→GMA OCEANS CAFE（日曜 21:30 - 22:00 2009年4月 - 2010年12月 東海3県のJFN各局と同時放送）[注釈 28]
- mamiのRADIかるコミュニケーション（日曜 22:00 - 22:30）
- マイクの1年東海編（タイトルは変更される事があった。 - 2007年）
- ありがとうミスタードラゴンズ 立浪和義22年の軌跡（2010年1月2日20:30 - 21:00に新春特別番組として放送された）
- ありがとう薩摩隼人 井上一樹20年の軌跡（2010年1月3日20:30 - 21:00に新春特別番組として放送された）
- 米倉千尋のSMILE GO HAPPY（日曜 24:00 - 24:30）
- RAG FAIR よーすけのブランニューR（日曜 20:30 - 20:50）
- 東海ラジオ開局50周年「半七捕物帳」（月曜 - 金曜 21:30 - 21:50。出演：東海ラジオアナウンサーチーム）
- 中部電力presents下川みくにのぐるっと東海エコめぐり（土曜 12:15 - 13:00）
- 東海ラジオアーカイブス（開局50周年番組。2009年4月より月1回の割合で、歴代ラジオ番組の各受賞作品を放送）
- マシヌンコリア（日曜 11:00 - 11:30）
- 宮野真守のm-1ぐらんぷりっ!（2010年4月 - 2012年9月 日曜 24:30 - 25:00）
- 財津和夫の人生ゲーム21
- 誰かのクラクション（尾崎豊が唯一レギュラー出演していたラジオ番組）
- 大矢たけはるのマイロードラジオ（水曜 21:40 - 21:50）
- ギュギュっと音楽カン!（火曜 26:00 - 26:30）
- ナイトミュージックサロン「Discovery」（水曜 26:00 - 26:30）
- キカナイデ!（水曜 26:30 - 27:00）
- 杜このみのモーリングコール♡ （土曜 5:30 - 5:40）
- 井田勝也 週刊Voice（日曜 7:00 - 7:20）
- クラッシックヒッツ（日曜 8:45 - 9:00）
- DMG MORI SEIKI PRESENTS「Music Machine 1 2 3」（日曜 10:00 - 10:20）
- J-POPカプセル 〜あの日からあの日へ〜（日曜 14:00 - 15:00）
- サンライズラヂオBREEZE（日曜 21:30 - 22:00）
- キラメキ（日曜 6:00 - 6:30）
- ねねのOh〜!New Comer!（月曜 19:00 - 19:30）
- 東海ラジオアナウンサースペシャル 民話のこばこ（木曜 5:10 - 5:20）
- ラジオ朗読版「なぜ生きる」（土曜 6:30 - 6:45）
- 井田勝也の年リク!!（土曜 17:00 - 19:00）
- 杉浦かつよのDO CAFEトーク（日曜 10:10 - 10:20）
- 吟ちゃんのみんなにエール!（日曜 9:30 - 9:40、2011年4月 - 2016年12月）
- 四日市 天までとどけ あすなろう（2017年3月26日 17:00 - 18:00）[26]
- 逸見太郎・小池可奈のはつらつ放送部（月曜 5:10 - 5:25・土曜 5:00 - 5:15、 - 2017年3月）
- あさいち元気（水曜 5:25 - 5:40、 - 2017年3月）
- 安蒜豊三 ニュースファイル（月曜 20:00 - 20:30、2012年4月2日 - 2017年3月27日）
- M3（水曜 26:00 - 27:00）
- 太田プロ名古屋 夜のガチンコ（木曜 26:00 - 26:30）
- トーキョーロック（火曜 26:30 - 27:00）
- ロックオン!（木曜 26:30 - 27:00）
- ジョンエの起きてますか?（日曜 5:15 - 5:20、 - 2017年3月）
- 日本直販のイ・マ・コ・レ!（日曜 10:30 - 10:45、 - 2017年3月）
- なごみゅーじっく（日曜 11:00 - 11:30、 - 2017年3月）
- 兵動大樹×アンダーポイント 前ノリなもんで（土曜 18:00 - 19:00、2016年10月 - 2017年3月）
- 兵藤ゆきのハッピーにゆきね〜!（2009年4月4日 - 2017年12月29日）
- ぴよぴよラジオ
- あかねの赤ちょうちん
- すこやか生活便
- おはようスタジオ
- 渕上雅代のゆうゆう介護 千恵の泉
- 吉野貴士のヨシノ話
- MUSIC RUSH!
- 藤本修司の伝七邸対談
- 燕弥・小談志の愛魂
- アンニョンコリア!

など

### ネット受け番組
- 決定!全日本歌謡選抜（文化放送制作）
- 日産フラッシュジャーナル（ニッポン放送制作）
- 不二家歌謡ベストテン（ニッポン放送制作）
- 日立製作所一社提供枠（ニッポン放送制作）
  - 日立ミュージック・イン・ハイフォニック→HITACHI MUSIC INN→HITACHI FAN! FUN! TODAY（東海ラジオでは、平日の22:30-23:00に放送）→HITACHI CRESCENT TIME→うえちゃんの日立おっかけトーク（東海ラジオでは、日曜の16:30-16:50に放送[27]）→KOASAくんの日立ほっとトーク
- NISSANナマ生ステーション（ニッポン放送制作）
- 腹よじれAGOHAZUSHI連盟（ニッポン放送制作、1989年度のナイターオフに放送[注釈 29]）
- MUSIC MEMORY（ニッポン放送制作、1990年度のナイターオフに放送）
- 峰竜太のナンデモアルキメデス（ニッポン放送制作、1991年度と1992年度のナイターオフに放送[注釈 30]
- ○生モリ!テレホン（ニッポン放送制作、1993年度のナイターオフに放送）
- ヨッ!お疲れさん（ニッポン放送制作、制作）
  - 上柳昌彦の花の係長 ヨッ!お疲れさん（1994年度[注釈 31]、1995年度）→うえちゃんのホッとラジオ ヨッ!お疲れさん（1996年度）[注釈 32]→山本元気のヨッ!お疲れさん“メオトバンザイ”（1997年度、『夜はこれから』のフロート番組として放送[27]）→松本ひでおのヨッ!お疲れさん（1998年度）[注釈 33]→松本ひでおと石川みゆきのヨッ!お疲れさん（1999年度、2001年度）
- タモリの週刊ダイナマイク（ニッポン放送制作）
- Super Music Stadium（ニッポン放送制作）
- 松山千春 新たなる旅立ち 21世紀の君に勇気ありがとう（ニッポン放送制作）
- ショウアップナイターバッテリー（ニッポン放送制作）
- 広瀬香美 ラジオdeフォロ〜ミ〜（ニッポン放送制作）
- 松本ひでお 情報発見 ココだけ（ニッポン放送制作）
- 〜今日も一日〜 Good Job ニッポン（ニッポン放送制作）
- サンデーダークダックス（朝日放送ラジオ制作）
- 幸福への出発